# Рижский троллейбус
Рижский троллейбус (латыш.  Rīgas trolejbuss) — вид городского общественного транспорта в Риге, единственная троллейбусная сеть в Латвии. Действует с 1947 года.

## История

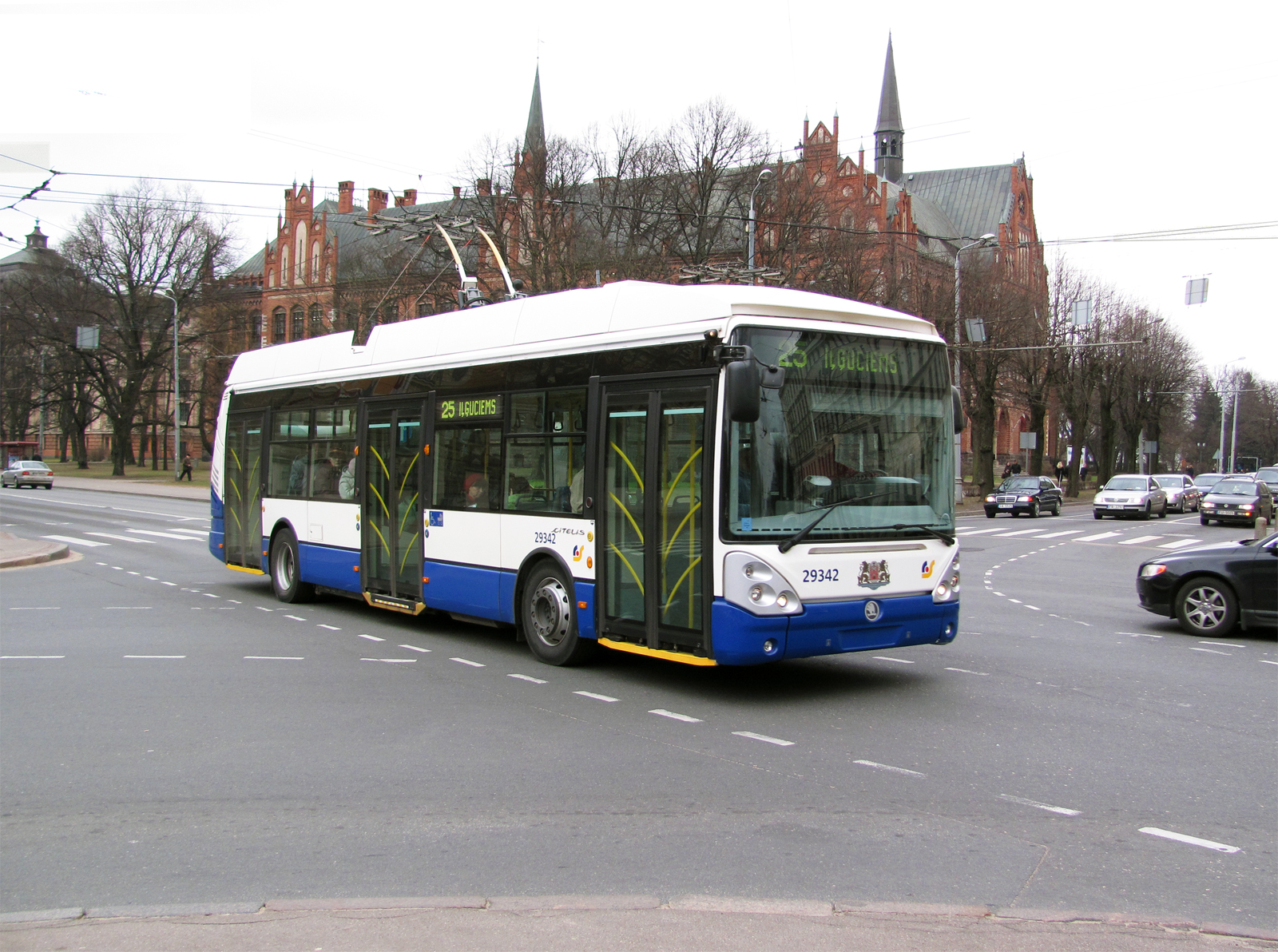
Троллейбус Škoda 24Tr Irisbus в Риге

Впервые идея открыть троллейбусное движение в Риге была высказана в 1935 году. Первую линию планировалось построить от Саркандаугавы до Милгрависа и позже продлить её до Вецаки. В 1939 году, разрабатывая план города на ближайшие 6 лет, планировалось открыть маршрут от Понтонного моста до Бишумуйжи, однако эти планы не были реализованы из-за начала Второй мировой войны.
В 1947 году было принято решение об организации в Риге троллейбусного сообщения. Был устроен учебный троллейбусный маршрут от Воздушного моста (у нынешнего 5-го трамвайного депо) по улице Клияну. Обслуживали троллейбусный маршрут троллейбусы марки ЯТБ.
1: ул. Аусекля — ул. Гертрудес
Открылось троллейбусное движение от ул. Аусекля до ул. Гертрудес (этот маршрут остался, только теперь он следует от ул. Петерсалас). Все троллейбусы отгоняли в нынешнее 5-е трамвайное депо, так как троллейбусного парка ещё не было.
2: Центральный рынок — Саркандаугава
В 1948 году, в связи с перестройкой 2-го трамвайного депо, превращённого в 1-й троллейбусный парк, было запущено троллейбусное движение на Саркандаугаву, новый маршрут получил номер 2. Позже линию продлили до Межапарка.
3: Центральный рынок — ул. Лаувас
Первый маршрут троллейбуса на Московском форштадте. Кольцо его было у Вагонного парка.
4: Центральный рынок — Шмерли
Данный маршрут следовал до нынешней площади Земитана, позже продлён до Шмерли.
5: Центральный рынок — ул. Саласпилс
Застройка Московского форштадта продолжалась, и троллейбус дотянули по ул. Ломоносова до ул. Саласпилс. В 1957 году, в связи с электрификацией железнодорожной линии Земитаны — Скулте, 2-й маршрут пришлось разъединить, и 3-й маршрут теперь следует до Саркандаугавы (маршрут остался по сей день). А 2-й маршрут был продлён до Солнечного сада (Saules dārzs).
1 сентября 2022 года открыты троллейбусные маршруты 31, 34 и 35, заменившие 1, 14 и 5 автобусный маршрут соответственно, за исключением расположения конечной остановки в центре — вместо улицы Абренес конечная перенесена к Центральному рынку, что позволяет на маршрутах 31 и 34 не использовать дизель-генератор в центре города (35 едет на автономном ходу, от Дзирнаву до Центрального Рынка в виду отсутствия контактной сети на повороте с ул. Марияс на ул. Гоголя).
Троллейбусным сообщением обеспечены следующие микрорайоны: Центр, Саркандаугава, Тейка, Югла, Агенскалнс, Торнякалнс, Засулаукс, Ильгюциемс, Пурвциемс, Межциемс, Московский Форштадт, Кенгарагс, Плявниеки, Зиепниеккалнс, Закюсала, Гризинькалнс, Кундзиньсала.

## Маршруты
- 1: Улица Петерсалас — Улица Валмиерас — единственный маршрут, который не выезжает за пределы центра города.
- 3: Центральный рынок — Саркандаугава — отдельные рейсы курсируют до Кундзиньсалы.
- 4: Зиепниеккалнс — Югла — бывший автобусный маршрут № 40, ставший самым длинным троллейбусным маршрутом в Риге. Соединяет 2 окраинных микрорайона.
- 5: Стадион «Даугава» — Больница Паула Страдыня
- 9: Привокзальная площадь — Ильгюциемс
- 11: Центральный вокзал — Улица Иерикю (через Деглавский путепровод)
- 12: Агенскалнские сосны — Шмерлис
- 13: Центральный рынок — Улица Иерикю (через Воздушный мост)
- 14: Эспланада — Межциемс
- 15: Латвийский университет — Кенгарагс
- 16: Шмерлис — Плявниеки — единственный троллейбусный маршрут, не заходящий в центр города
- 17: Центральный вокзал — Пурвциемс (через Воздушный мост)
- 18: Центральный вокзал — Межциемс (через Земитанский путепровод и Пурвциемс)
- 19: Улица Петерсалас — Зиепниеккалнс (отдельные рейсы курсируют через А/О «Dzintars».
- 20: Латвийский университет — Телецентр — с 5 марта 2018 года был заменён автобусным маршрутом № 59, восстановлен с 1 сентября 2022 года.
- 22: Центральный вокзал — Плявниеки
- 23: Центральный вокзал — Пурвциемс (по ул. Александра Чака через Земитанский путепровод)
- 25: Улица Бривибас — Ильгюциемс
- 27: Привокзальная площадь — Зиепниеккалнс — до 2009 года носил номер 8, из-за путаницы с 8-м автобусом, переименован в 27.
- 31: Центральный рынок — Бергюциемс — бывший автобусный маршрут № 1, открыт 1 сентября 2022 года. С 23 октября 2023 года по 18 декабря 2023 года временно заменён 31Т автобусом.
- 34: Центральный рынок — Улица Маза Юглас — бывший автобусный маршрут № 14, открыт 1 сентября 2022 года.
- 35: Центральный рынок — Межциемс — бывший автобусный маршрут № 5, открыт 1 сентября 2022 года.

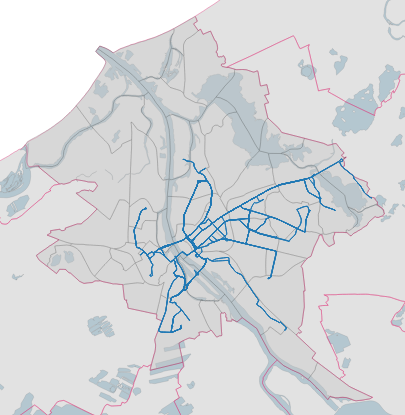
Схема маршрутов Рижского троллейбуса

## Бывшие и закрытые маршруты
- 1А: Бергюциемс — ул. Абренес, временный троллейбусный маршрут по трассе 1-го автобуса. В отличие от 31 маршрута — имел конечную на ул. Абренес. Работал с 15.03.2021 до 1.08.2021, обслуживался исключительно машинами Škoda 27Tr Solaris III.
- 2: Саркандаугава — Солнечный сад. Являлся самым коротким троллейбусным маршрутом в Риге, а также единственный маршрут, контактная сеть которого не связана с остальной сетью города. Ранее, когда не было троллейбусов с автономным ходом, троллейбусы на маршрут возились тягачами, весь путь занимал 7 минут в одну сторону. После закрытия данного маршрута вместо него стал курсировать 48-й автобус.
- 3A: Центральный рынок — Саркандаугава — Межапарк — регулярно не действует, запускается во время крупных мероприятий в Межапарке.
- 4: Центральный рынок — Шмерлис. Закрыт из-за полного дублирования 1, 14 и 40 автобусных маршрутов. В 2020 году был восстановлен как замена 40-го автобуса.
- 5: Стадион «Даугава» — Центральный вокзал. В 2004 году данный маршрут объединили с 6-м, после чего он не подъезжал к центральному вокзалу.
- 5А: Межциемс — ул. Абренес, временный троллейбусный маршрут по трассе 5-го автобуса. В отличие от 35 маршрута — имел конечную на ул. Абренес. Работал с 15.03.2021 до 1.08.2021, обслуживался исключительно машинами Škoda 27Tr Solaris III.
- 6: Ратушная площадь — Клиническая больница. В 2004 году маршрут был закрыт из-за объединения с маршрутом № 5.
- 7: Улица Кегума — Агенскалнские Сосны. Маршрут перенаправлен в сторону Шмерлиса и перенумерован в 12-й.
- 8: Ратушная / Привокзальная площадь — Улица Аболу. В 2009 году был перенумерован в 27-й маршрут, так как пассажиры путали его с 8-м маршрутом автобуса. В 2013 году продлен до Зиепниеккалнса, заменив 42-й автобус.
- 10: Улица Аусекля — Стадион «Даугава». Закрыт по причине нерентабельности, заменён автобусом № 20 с продлением до Плявниекского кладбища.
- 21: Улица Базницас — Ильгюциемс. Продлен до перекрестка ул. Таллинас и Бривибас, перенумерован в 25, так как пожилые люди часто путали его с 21-м автобусным маршрутом.
- 24: Улица Петерсалас — АО «Dzintars». После закрытия маршрута, часть рейсов 19-го маршрута заезжает на бывшее кольцо 24-го маршрута.

## Троллейбусные парки
- 1-й троллейбусный парк

Адрес Ганибу дамбис, 32 (микрорайон Саркандаугава)
Обслуживает маршруты: 1, 3, 4, 5, 11, 12, 13, 15, 16, 19, 20, 22, 34.
- 2-й троллейбусный парк

Адрес: улица Елгавас, 37 (микрорайон Торнякалнс)
Обслуживает маршруты: 4, 9, 12, 14, 17, 18, 19, 23, 25, 27, 35.

## Модели троллейбусов
- Škoda 9Tr (списаны в 2000)
- Škoda 14Tr (с 2014 г. только учебные; списаны в 2015)
- Škoda 14TrM (списаны в 2016 г.)
- Škoda 15Tr (списаны в 2015 г.)
- Škoda 15TrM (списаны в 2016 г.)
- АКСМ-333 (списаны в 2014 г.)
- АКСМ-321 (списан в 2014 г.)
- Ganz-МАЗ 103Т (в единственном экземпляре, списан в 2018 г.)
- Solaris Trollino Ganz 18 I (старые экземпляры отосланы в Молдову, г. Кишинёв)
- Solaris Trollino Ganz 18 II
- Škoda 24Tr Irisbus (с дизельной силовой установкой, фактически считается дуобусом) (старые экземпляры отосланы в Молдову, г. Кишинёв)
- Škoda 27Tr Solaris (с дизельной силовой установкой)
- Solaris Trollino 18,75 H2 GAS (с водородной силовой установкой)

## Технические подробности
- В 1973 году в Риге[2] было опробовано изобретение[3] киевлянина Владимира Веклича[4][5] — троллейбусный поезд[6][7][8]. Он состоял из двух единиц троллейбусов Škoda 9Tr, соединённых между собой по системе Владимира Веклича[9]. Поездами начали заменять одиночные троллейбусы, что дало существенную экономию заработной платы в 4671 руб. 12 коп. на один поезд в год (что составляло примерно стоимость машины Москвич-412). За 1973—1989 годы экономия составила 4,97 млн.руб[10]. В 1974 году поездов было 6, в 1975 — 20, в 1977 — 60, в 1980 — 74[11]. Максимальное количество поездов эксплуатировалось в 1984 году — 87[11].
- Несмотря на то, что троллейбусный маршрут № 2 (Sarkandaugava — Saules Dārzs) закрыт и контактная сеть демонтирована, в дни праздничных мероприятий, проводимых в Межапарке, здесь курсирует троллейбус маршрута № 3а. Он следует от Центрального рынка до остановки «Sarkandaugava» (конечная маршрута № 3), используя контактную сеть, а далее, до остановки «Mežaparks», троллейбус использует бортовой дизель-генератор и едет с опущенными штангами.[уточнить]